# وارن موریس
وارن موریس (انگلیسی: Warren Morris؛ زادهٔ ۱۱ ژانویهٔ ۱۹۷۴) بازیکن بیس‌بال اهل ایالات متحده آمریکا است.
وی در مسابقات کشوری و بین‌المللی در مجموع برندهٔ ۱ مدال برنز شده‌است.